# Caroline O’Neill
Caroline O’Neill (* 2. Februar 1958 in Blackpool, England) ist eine britische Schauspielerin.

## Leben
Caroline O’Neill begann ihre Karriere als Schauspielerin am Theater, wo sie z. B. 1984 am Palace Theatre in Newark die Rolle der Julia in Shakespeares Romeo und Julia in einer Inszenierung von Douglas Fielding spielte. 1986 spielte sie am Theatre Royal in Plymouth die Cecily in Oscar Wildes Komödie The Importance of Being Earnest und im selben Jahr in Birmingham die Cordelia in William Shakespeares König Lear unter der Regie von Nigel Davenport. 2004 spielte sie am Royal Court Theatre in London in dem Stück Honeymoon Suite von Richard Bean.
Ihren letzten Auftritt auf der Bühne hatte sie 2006 in Hexenjagd von Arthur Miller. In einer Inszenierung von Dominic Cooke, die am Royal Shakespeare Theatre in Stratford upon Avon und am Gielgud Theatre in London gezeigt wurde, spielte sie die Rolle der Ann Putnam. Seit 1990 hat sie aber vor allen Rollen in britischen Fernsehfilmen und -serien übernommen, wie z. B. in der Folge Der Kuss des Mondes der Serie Lewis – Der Oxford Krimi.
In Deutschland bekannt ist sie als Win Thursday, Ehefrau von DI Fred Thursday, in der Krimiserie Der junge Inspektor Morse.

## Filmografie (Auswahl)
- 1985–2001: Coronation Street (Fernsehserie, 41 Folgen)
- 1990–2010: The Bill (Fernsehserie, 8 Folgen)
- 1992–2007: Heartbeat (Fernsehserie, 3 Folgen)
- 1994, 2002: EastEnders (Fernsehserie, 1 Folge)
- 1999–2000: Queer as Folk (Fernsehserie, 9 Folgen)
- 2000–2020: Doctors (Fernsehserie, 10 Folgen)
- 2001: Waking the Dead – Im Auftrag der Toten (Waking the Dead; Fernsehserie, 2 Folgen)
- 2003: Hautnah – Die Methode Hill (Wire in the Blood; Fernsehserie, 1 Folge)
- 2006: Robin Hood (Fernsehserie, 1 Folge)
- 2008: Agatha Christie’s Poirot – Die vergessliche Mörderin (Third Girl)
- 2008: Lewis – Der Oxford Krimi (Lewis; Fernsehserie, 1 Folge)
- 2010: Accused – Eine Frage der Schuld (Accused; Fernsehserie, 1 Folge)
- 2010: The Inbetweeners (Fernsehserie, 1 Folge)
- 2012: Dr. Monroe (Monroe; Fernsehserie, 1 Folge)
- 2012: Lip Service (Fernsehserie, 1 Folge)
- 2012: Whitechapel (Fernsehserie, 2 Folgen)
- 2012–2021: Casualty (Fernsehserie, 4 Folgen)
- 2013: Agatha Christie’s Marple (Fernsehserie, 1 Folge)
- 2013–2021: Der junge Inspektor Morse (Endeavour; Fernsehserie, 27 Folgen)
- 2014: George Gently – Der Unbestechliche (Inspector George Gently; Fernsehserie, 1 Folge)
- 2014: Happy Valley – In einer kleinen Stadt (Happy Valley; Fernsehserie, 1 Folge)
- 2015: Doc Martin (Fernsehserie, 1 Folge)
- 2016: Eine Frau an der Front (Our Girl; Fernsehserie, 2 Folgen)
- 2020: Vera – Ein ganz spezieller Fall (Vera; Fernsehserie, 1 Folge)